# 순천 월평 유적
순천 월평 유적(順天 月坪 遺蹟)는 대한민국 전라남도 순천시 외서면에 있는 석기시대의 유적지이다. 2004년 12월 27일 대한민국의 사적 제458호로 지정되었다.

## 개요
순천 월평 구석기 유적은 조계산 남쪽 줄기의 끝자락 구릉지에 위치하여, 서쪽과 북쪽은 송광천이, 남쪽은 외서천이 감싸고 흐르는 천변 퇴적층에 접하고 있다.
5만 평에 달하는 넓은 면적과 안정적인 입지조건 하에서 유적이 발견되어, 1998년의 1차 발굴과 2001년의 2차 발굴 결과 8개의 지질층과 4개의 구석기 문화층이 노출되었으며, 9,400여 점의 후기 구석기 유물이 수집되었다. 또한 순천 월평 구석기 유적은 후기 구석기시대와 철기 시대를 포함한 선사와 역사 시대의 문화층이 잘 남아 있으며, 유적의 규모는 5만여 평 이상으로 우리나라에서 발견된 후기 구석기 시대 유적으로는 큰 규모이다.

## 평가
충북 단양수양개선사유적(사적제398호), 강원 홍천 하화계리 유적과 더불어 국내 최대의 후기 구석기 유적으로서 신석기 문화와의 연속선상에서 우리나라의 선사문화를 이해하는 데 매우 중요한 위치를 차지하는 것으로 평가되고 있다.

## 같이 보기
- 단양 수양개 유적 - 사적 제398호

## 참고 자료
- 순천 월평 유적 - 국가유산청 국가유산포털